# Helmut R. Schulze
Helmut R. Schulze (* 17. Januar 1929 in Bad Liebenwerda) ist ein deutscher Fotojournalist.

## Leben und Werk
Er lebt und arbeitet in Heidelberg. Schulze hat über Jahrzehnte namhafte Politiker darunter Richard von Weizsäcker, Roman Herzog, Helmut Kohl und Hans-Dietrich Genscher im In- und Ausland begleitet. 1987 wurde eine seiner Aufnahmen von Richard von Weizsäcker von World Press Photo in der Kategorie „People in the News, Stories, Honorable mention“ prämiert. 2001 wurde er mit dem Bundesverdienstkreuz ausgezeichnet.
Seine Karriere als Fotograf begann in den 1970er Jahren, als er für den Burda-Verlag Reportagen unter anderem als einer der ersten über die Berggorillas im Kongo und weltexklusiv von der Wiedereröffnung des Suezkanals (1975) machte.

## Ausstellungen (Auswahl)
- 2007: Die Bundeswehr im Einsatz für den Frieden: Bilder aus Afghanistan. Deutscher Bundestag Paul-Löbe-Haus[7][8]
- 2008: Afghanistan – Reisen hinter den Horizont. Deutsches Historisches Museum Berlin[9][10]
- 2009: Afghanistan: Travels Beyond the Horizon. Jerusalem: L.A. Mayer Museum for Islamic Art[11][12]
- 2009: Afghanistan: The Land and it’s People. New York: Ständige Vertretung Deutschlands bei den Vereinten Nationen[13]
- 2014: Ägypten – Eine faszinierende Zeitreise. Weltkulturerbe Völklinger Hütte[14]
- 2014: 25 Jahre Deutsch-Deutsche Wiedervereinigung. Weltkulturerbe Völklinger Hütte[15][16]
- 2017/18: Inka-Land. Weltkulturerbe Völklinger Hütte[17]

## Fotobände (Auswahl)
- Sadat der Ägypter (1982)
- Richard von Weizsäcker: Ein deutscher Präsident (1987)
- Gorbatschow bei uns (1989)
- Das Schleswig-Holstein Musik Festival (1990)
- Hans-Dietrich Genscher: Ein deutscher Außenminister (1990)
- Richard von Weizsäcker: Präsident aller Deutschen (1993)
- Roman Herzog: Eine Bildbiographie (1997)
- Katar: Eine Entdeckungsreise (1997)
- Das Rhein-Main-Gebiet (1999)
- Richard von Weizsäcker: Im Bilde (2000)
- Zeitreise ZDF (2003)
- Helmut Kohl: Der Kanzler (2005)
- Afghanistan – Bilder aus einer anderen Welt (2007)
- Hans-Dietrich Genscher: Der Außenminister (2007)
- Afghanistan – Reisen hinter den Horizont (2008)
- Georg Friedrich Händel – Ein Europäer aus Halle (2009)
- Hannelore Kohl – Ein deutsches Leben (2011)
- WILD – Portrait eines Global Players (2011)
- Ägypten – Eine faszinierende Zeitreise (2013)